# 김동근 (운동가)
김동근(金東槿, 1990년 1월 4일~)은 대한민국의 시민운동가이자 남성인권 운동가이다.
2014년 단체명을 양성평등연대로 변경한 남성연대의 3대 공동대표와 4대 대표로 선출되었으며, 경희대학교를 휴학하고 양성평등운동에 참여, 2011년 남성연대의 자원봉사자, 홍보팀 대리, 홍보팀장, 기획팀장 등을 역임하였으며 2013년 7월 26일 BJ 로복(본명:정지복)과 인터뷰토크쇼를 진행한 남성연대 초대 대표 성재기 사후 장례식 자원봉사자와 비상대책위원을 역임하고, 남성연대 기획팀장 및 사무국원으로 활동하며 혼란을 수습하였으며, 남성연대 대변인 등을 역임했다. 2013년 11월 12일 김인석과 공동으로 남성연대 제3대 공동대표로 선출되었다. 싱글대디 반찬지원 운동, 남녀 차별 철폐운동, 여성부 폐지 운동을 추진하였으며, 2014년 3월 12일 김인석의 사퇴로 단독대표가 되었으며, 대한민국청년대학생연합의 대표도 맡고있으나 현재 신 남성연대의 대표는 배인규다.

## 생애

### 초기 활동
김동근은 1990년 1월 4일 경기도 의정부시에서 태어나 경기도 의정부시에 있는 의정부고등학교를 다녔다. 2008년 2월 의정부고등학교를 졸업하고 그해 3월 경희대학교 음대 실용음악작곡과로 진학하였다. 2009년 경희대 음대 2학년 재학 중 휴학하였다. 2015년 경희대 4학년 재학 중이다.
2009년 7월 육군 11보병사단에 병사로 입대하였으며, 2011년 7월 병장으로 만기 전역하였다. 한때 사업하려고 음악을 그만두고, 2011년 11월부터 남성연대에 참여, 남성연대 홍보팀 대리가 되었다. 2012년 7월 성재기, 한승오 등과 함께 제천여성도서관 반대 운동을 펼쳤다. 2012년 서울시 여성전용 임대아파트 정책에 대해, 박원순 서울특별시장과의 주말 데이트에서 면담하였다.

### 남성 운동에 참여
2013년 1월 제천여성도서관의 남성 차별에 대해 항의하였다. 서울신문과의 인터뷰에서 당시 김동근 남성연대 홍보팀장은 “세금으로 지어진 공공시설에 남성이 출입하지 못한다는 것은 있어서는 안 될 일”이라면서 “시정될 때까지 문제를 제기할 방침”이라고 경고했다. 하지만 시는 도서관 부지 기증자와의 약속이 무엇보다 중요하다며 이를 수용할 수 없다는 입장을 밝혔다. 그해 1월 남성연대 홍보팀장, 2013년 2월 기획팀장을 역임했다. 2월 26일에는 서울특별시청을 방문하여 박원순 서울특별시장을 면담, 여성아파트가 양성평등에 위배된다는 것을 지적하였다. 또한 근로청소년 임대아파트(여성근로자만 입주가능), 여성전용 임대아파트, 여대생기숙사 등은 남학생, 남자 근로자를 배려하지 않는 정책이라며 항의하였다. 2013년 3월 사무국장인 김인석 등과 함께 여성부에 전화하여 여성 가산점 등은 남성을 차별하는 역차별 정책이라 항의하였다. 이어 보건복지부에도 전화하여 여성 가산점이 부당한 특혜라고 주장하였다.

### 성재기 사고사 전후
성재기 사후 장례식 수습에 참여하였으며 7월 29일부터 남성연대 비상대책위원의 한 사람이었다. 이후 비대위에서 한승오, 이지훈 등이 제명되면서 김인석 등과 함께 성재기 사고사 이후 혼란을 수습하였다. 그해 9월 초, 김인석과 함께 남성연대의 사무국 직원이 되었다. 9월 16일 남성연대 비대위가 해산되면서 남성연대 대변인을 맡다가 11월 12일 김인석과 공동대표로 선출되었다. 이후 싱글대디 김장김치를 마련하여 전달하였고, 12월 24일에는 서울특별시 신촌 시내 신촌 현대백화점 (유플렉스 앞)에서 더치페이, 성격차지수 111위 발표자료를 주제로 김인석과 함께 1인 시위를 하였다.
성재기 대표의 한강투신으로 남성연대는 해체 위기에 직면했었다. 당시 "김동근, 김인석 대표가 꿋꿋이 어려움을 버티고 남성연대를 다시 일으켜 세우는데 큰 공헌을 한 바 있다."는 평이 있다. 2대 대표로 선임되었던 한승오가 사건 이후 높아진 세간의 관심에 적극적으로 대응하지 않으면서 이런 저런 문제가 생기기 시작했다. 이에 그는 "성 대표가 남성연대의 뜻을 알리려고 그런 퍼포먼스를 벌였는데, 기자가 와도 사무실 문을 꽁꽁 걸어 잠근 채 피하기만 했다"며 "남성연대가 가장 주목받았을 텐데 너무 소극적으로 대응한 건 아쉬운 일"이라고 비판했다. 2013년 7월 30일부터 9월 16일까지 남성연대 직원과 자원봉사자들이 떠나자, 9월 16일부터는 김인석과 함께 두 명이서 남성연대를 유지하였다. 8월 26일 한승오가 혼란을 수습하지 못한 책임을 지고 탈퇴하자, 9월 14일부터는 다시 남성연대 기획팀장이 되어 사태 수습 및 남성연대 홈페이지 운영관리와 페이스북 등의 관리를 맡아보았다.
2013년 11월 15일 남성연대 제3대 공동대표로 선출되었다.

### 남성연대 공동대표
김동근 공동대표는 11월 18일 취임사에서 "7월 26일 대표자의 유고라는 초유의 사태에서 남성연대는 그 존립 여부마저도 장담할 수 없는 큰 위기를 맞았다"며 "미디어워치와 자원봉사자들의 도움으로 장례를 무사히 마쳤고 예비역으로 물러나 있던 남성연대 총회가 빠르게 소집되어 대응하고 저희와 함께 외부 명망있는 인사들이 기꺼이 비상대책위원회에 참가하여 가까스로 남성연대를 위기에서 건져낼 수 있었다"고 밝혔다. 이어 "저 김동근은 잘못된 페미니즘을 척결하고 균형있게 책임과 의무를 부담하고 자유와 권리를 함께 누리는 사회를 만들기 위해 모든 것을 내던지기로 여러분 앞에 맹세하겠다"며 "남성연대 2기, 이제 시작한다"고 덧붙였다.
김동근 남성연대 공동대표는 "연대의 얼굴이었던 성재기 대표가 돌아가신 이후 홍보에 많은 어려움을 겪고 있다"며 "토론이나 시사프로그램 등 방송에 나가 남성연대를 알릴 것"이라고 전했다. 이어 김동근 공동대표는 "남성연대에게는 여성가족부를 폐지할 수 있는 권한이 없다"며 "오직 남성연대를 알려 시민들에게 여성가족부의 잘못을 일러바치려는 것"이라고 앞으로도 남성연대를 알리는 일에 주력할 것이라고 말했다. 언론 인터뷰에서 김동근 공동대표는 "성재기 대표의 뜻을 이어 여성가족부가 폐지되고 여성계가 남긴 사회의 상처를 치료하는 날까지 활동을 이어갈 것"이라고 전했다.
12월 김인석과 남성연대 회원들과 함께 여성부를 방문했지만 입구에서 거절당했다. 2013년 12월 26일과 12월 27일 여성가족부 청사 앞에서 김인석 외 10명과 함께 여성부 폐지시위를 벌였다. 2014년 김인석 공동대표 사임 후 단독체제로 돌입하여 단독대표로 활동하게 되었다.
2014년 1월 3일 신년 인터뷰에서 김동근은 기자에게 2014년에 이루고 싶은 소원으로 "2014년에는 남녀가 좀 더 서로를 이해하는 한 해가 되었으면 한다"고 귀뜸했다.
2014년 1월 24일 울산지방법원은 성폭력범죄의처벌등에관한특례법 위반(성적목적 공공장소 침입)으로 기소된 회사원 A씨에게 벌금 100만원을 선고하고 성폭력치료강의 수강 40시간을 명령했다. 재판부는 판결문에서 “피고인은 범죄 의도를 부인하고 여자화장실에 들어간 사실이 없다고 주장하지만, 당시 화장실 안에 있었던 여성의 증언으로는 피고인의 신체 일부가 화장실 경계선 내부까지 들어온 사실이 인정된다”고 밝혔다. 재판부는 이어 "A씨의 행위는 여성용 공중화장실의 평온을 깨뜨리고 불안감을 조성하는 범죄로 죄질이 매우 나쁘다"며 "화장실 입구에서 발각되어 즉시 도주한 점, 초범인 점 등을 고려해 벌금형을 선택했다"고 덧붙였다. 이에 남성연대 김동근 공동대표는 “해당 남성이 성폭력의 의도가 없는 상태에서 실수로 여자화장실에 들어 간 것이라면 과도한 처벌”이라며 “성폭행과 성추행 등은 엄벌해야 마땅하지만, 작은 실수를 성추행으로 몰아가는 것은 남성을 옥죄는 것”이라고 지적했다.

### 여성부 폐지 운동
2013년 12월 김인석 등과 함께 서울시내 각 대학교 학생들을 남성연대 사무실로 초청하여 면담, 여성의 병역 의무에 대한 취지를 설명, 설득하였다.
2014년 2월 3일 남성연대 김동근 공동대표는 집회 시작 전 여성가족부를 규탄하는 내용의 판넬을 들고 침묵시위를 하였다. 2월 4일 김인석 등과 함께 서울 종로구에 위치한 청계 일레븐 빌딩 (여성가족부 청사 앞)에서 “여성가족부가 대국민 사기극을 그만둬야 한다”며 집회를 열었다. 4일 오후 5시 서울 종로구 서린동 청계일레븐 빌딩 앞에서 여성가족부를 규탄하는 집회를 열었다. 이날 현장에는 남성연대 운영진 5명과 지지자 3명이 참여했다. 이들은 '남성연대, 조국 가족 균형을 말합니다'라고 적힌 플래카드를 도로 옆 가로수에 내걸었다. 이때 김동근은 선언문을 낭독했다. 그는 김인석 등과 함께, 여성가족부가 대한민국 성평등 지수가 세계 111위라는 세계경제포럼(WEF) 자료를 인용한 것을 규탄, 여성 차별과 명예살인을 하는 아프리카, 아랍권 국가보다 한국 여성의 권리, 권한 척도가 낮다는 주장을 반박했다. 이어 여성단체들이 여성부, 국회 여성위를 변호하며 여러 공직에 여성 정치인, 여성 공무원 수가 적으므로 여성 권한 척도가 낮은 것이라 주장하자, 억지라며 이를 반박했다.
집회를 주최한 남성연대 김동근 공동대표(25)는 “여성가족부가 WEF의 성격차 지수 111위를 –성평등지수 111위- 라고 거짓말을 하고 있고, 해당 지표는 국가특수성을 고려하지 않은 단순 격차지수”라며 “여성가족부의 주장을 근거할 성 평등 지수라고 말할 수 없는 엉터리 자료로써, 여성에게 행해지는 명예살인, 여성할례, 집단 강간형刑을 태연하게 자행하는 국가들이 대한민국보다 상위에 속하는 것으로 나타난다”라고 지적했다. 이어 “조윤선 성가족부 장관이 해당 지표가 사실과 사회적인 현실에 대해서는 완전히 다르다는 것을 알면서도 국민에게 해당 격차지표를 평등지표로 속이는 만행을 하는지에 대해 해명하고 사과할 것”을 강력히 요구했다.
2월 13일 문체부에서 아빠힘내세요 노래도 성차별이라는 권고조치가 있자 오후 4시부터 세종시 문화체육관광부 앞에서 김인석 및 남성연대 회원들과 규탄집회를 진행하였다. 3월 11일 공동대표 김인석의 돌연 사퇴로 단독대표로 재선임되었다.

### 남성연대 단독 대표
2014년 2월 27일 헌법재판소는 병역법 ‘대한민국 국민은 남성은 헌법과 이 법에서 정하는 바에 따라 병역의무를 성실히 수행하여야 한다’는 조항(3조 1항)에 대해 재판관 전원일치로 합헌 결정을 내렸다. 헌재는 ‘성별’을 기준으로 병역의무자의 범위를 정하는 것이 “남성이 전투에 적합한 신체적 능력”을 갖추고 있으며 “여성은 신체적 능력이 뛰어나더라도 월경, 임신이나 출산, 양육의 필요성 때문에 군사훈련 자체가 거의 불가능하다”고 밝혔다. 대체복무를 두고도 헌재는“보충역이나 제2국민역이 평시에 군인으로서 복무하지 않는다고 해서 병력자원으로서 일정한 신체적 능력 또는 조건이 요구되지 않는다고 볼 수 없다”고 설명했다. 또한 “군대 내부의 상명하복의 권력관계를 이용한 성희롱 등의 범죄나 남녀 간의 성적 긴장 관계에서 발생하는 기강 해이가 발생할 우려가 있다”고 덧붙였다. 또한 대체복무조차 신체적 이유 때문에 안 된다는 것은 헌재가 남성중심적인 관점에서 우리나라 여성을 무시하고 있다는 뜻밖에 되지 않는다”고 주장했다.
2014년 3월 13일 서울 광화문 여성가족부 앞에서 남성연대 김동근 대표는 남성에게만 병역을 부과한 병역법이 합헌이라고 본 헌재결정에 반대하는 시위를 하였다. 이때 그는 “신체적 약자라는 이유로 여성에게 병역 의무를 지우지 않는 게 오히려 남성우월주의적 발상”이라고 지적했다.

## 약력

### 학력
- 2008년 2월 의정부고등학교(32회) 졸업
- 2008년 3월 경희대학교 예술·디자인대학 PostModern 음악학과 입학
- 2016년 8월 경희대학교 예술·디자인대학 PostModern 음악학과 졸업

### 경력
- 2012년 11월 ~ 2013년 5월 양성평등연대(구 남성연대) 홍보팀장
- 2013년 5월 ~ 2013년 7월 29일 양성평등연대(구 남성연대) 기획팀장
- 2013년 8월 ~ 2013년 9월 14일 양성평등연대(구 남성연대) 비상대책위원
- 2013년 9월 양성평등연대(구 남성연대) 기획팀장
- 2013년 9월 16일 ~ 2013년 11월 12일 양성평등연대(구 남성연대) 대변인
- 2013년 11월 12일 양성평등연대(구 남성연대) 공동대표에 선출
- 2014년 3월 11일 공동대표 김인석의 사임으로 양성평등연대(구 남성연대) 제4대 상임대표로 재선임되다.
- 2014년 9월 대한민국청년대학생연합 대표

## 활동

### 여성 병역 운동
그는 여성도 헌법에 명시된 국방의 의무를 어떤 형태로든 이행할 필요성이 있다며 운동을 추진했다. 여성이 군대에 가야 한다는 뜻은 아니며 병역세나 대체복무, 혹은 4주 생존훈련을 받는 등의 다른 대안을 마련할 것을 주장했다. 2014년 3월 13일에는 남성에게만 병역의무 부과를 하는 것이 위법이라며 항의시위를 하였다. 그러면서 그는 남성에게만 지워지는 병역의무에 대한 헌법재판소의 합헌 결정에 대해 규탄하였고, 여성도 병역의 의무를 이행할 것을 요구하면서, 대체복무마저 여건상 힘들 경우 비(非) 복무자들에게 병역세를 걷는 방안을 추진해야 한다고 주장했다.

### 여성부 폐지 운동
2013년 12월 김인석 등과 함께 서울시내 각 대학교 학생들을 남성연대 사무실로 초청하여 면담, 여성의 병역 의무에 대한 취지를 설명, 설득하였다.
2014년 2월 3일에는 여성가족부를 규탄하는 내용의 판넬을 들고 침묵시위를 하였다. 2월 4일 김인석 등과 함께 여성가족부 청사 앞에서 "여성가족부가 대국민 사기극을 그만둬야 한다"며 집회를 열었다. 4일 오후 5시 서울 종로구 서린동 청계일레븐 빌딩 앞에서 여성가족부를 규탄하는 집회를 열었다. 이날 현장에는 남성연대 운영진 5명과 지지자 3명이 참여했다. 이들은 '남성연대, 조국 가족 균형을 말합니다'라고 적힌 플래카드를 도로 옆 가로수에 내걸었다. 이때 김동근은 선언문을 낭독했다. 그는 김인석 등과 함께, 여성가족부가 대한민국 성평등 지수가 세계 111위라는 세계경제포럼(WEF) 자료를 인용한 것을 규탄, 여성 차별과 명예살인을 하는 아프리카, 아랍권 국가보다 한국 여성의 권리, 권한 척도가 낮다는 주장을 반박했다. 이어 여성단체들이 여성부, 국회 여성위를 변호하며 여러 공직에 여성 정치인, 여성 공무원 수가 적으므로 여성 권한 척도가 낮은 것이라 주장하자, 억지라며 이를 반박했다.
2월 13일 오후 4시부터 세종시 문화체육관광부 앞에서 김인석 및 남성연대 회원들과 '아빠 힘내세요' 부르기 집회를 진행하였다. 3월 11일 공동대표 김인석의 돌연 사퇴로 단독대표로 재선임되었다.

## 같이 보기
| - 여성부 - 남성주의 - 양성평등연대(구 남성연대) - 인본주의 - 성재기 - 정채기 - 한지환 - 김재경 - 김기백 - 성 차별 - 자유주의 | - 남성 차별 - 여존남비 - 제천여성도서관 - 이경수 - 박경범 - 정채기 - 최민희 | - 남성혐오 - 이병철 - 러시 림보 - 휴 헤프너 - 래리 플린트 |